# 西原駅 (三重県)
西原駅（にしはらえき）は、三重県名張市西原町にかつてあった近畿日本鉄道（現・伊賀鉄道）伊賀線の駅（廃駅）である。

## 歴史
- 1922年（大正11年）7月18日：伊賀電気鉄道上野町（後の上野市駅） - 名張（後の西名張駅）間の開業にともない開設。
- 1945年（昭和20年）6月1日：伊賀線伊賀神戸 - 西名張間が営業休止となったため、当駅も休止される。
- 1946年（昭和21年）3月15日：伊賀線伊賀神戸 - 西名張間が営業再開するも、当駅は引き続き営業を休止。
- 1948年（昭和23年）4月1日 ：当駅と美旗新田駅が営業再開。
- 1964年（昭和39年）10月1日：伊賀線伊賀神戸 - 西名張間廃線に伴い廃止。

## 駅構造
単式ホーム1面1線の無人駅。最末期の伊賀神戸 - 西名張間は旅客電車は1日5往復まで減少していたため、利用者も少なくホームは荒れた状態だったという。

## 廃止後
現在では、駅跡地や周辺は痕跡をほとんどとどめず、田園地帯となっている。駅は現在の名張市立北中学校の北側にあった。また、線路跡が旧国道368号などの道路に転用されている。当駅 - 美旗新田駅間は宅地開発と農地の区画整理により、近鉄大阪線をアンダークロスする部分（道路に転用されている）以外の廃線跡をたどることは困難になっているが、その中で小波田川を渡る鉄橋が残っていた。この鉄橋跡は並行する近鉄大阪線の車窓からも確認できたが、現在は橋桁が撤去され、橋台のみが残っている。

## 隣の駅
近畿日本鉄道
■伊賀線 
美旗新田駅 - 西原駅 - 蔵持駅